# Armadillidium samium
Armadillidium samium är en kräftdjursart som beskrevs av Hans Strouhal 1929. Armadillidium samium ingår i släktet Armadillidium och familjen klotgråsuggor. Inga underarter finns listade i Catalogue of Life.